# Priisle

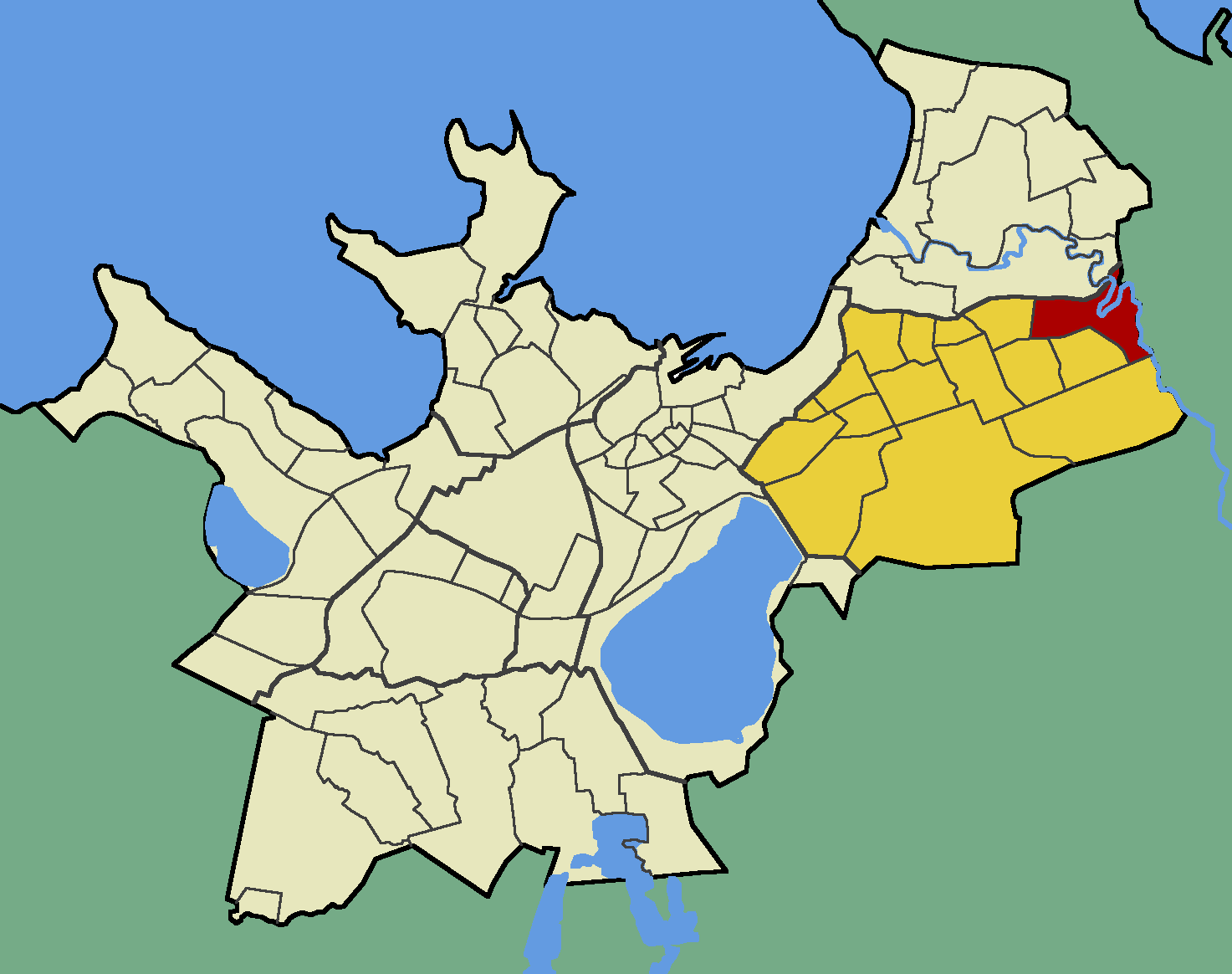
Lage von Priisle (rot) im Tallinner Stadtteil Lasnamäe (gelb)

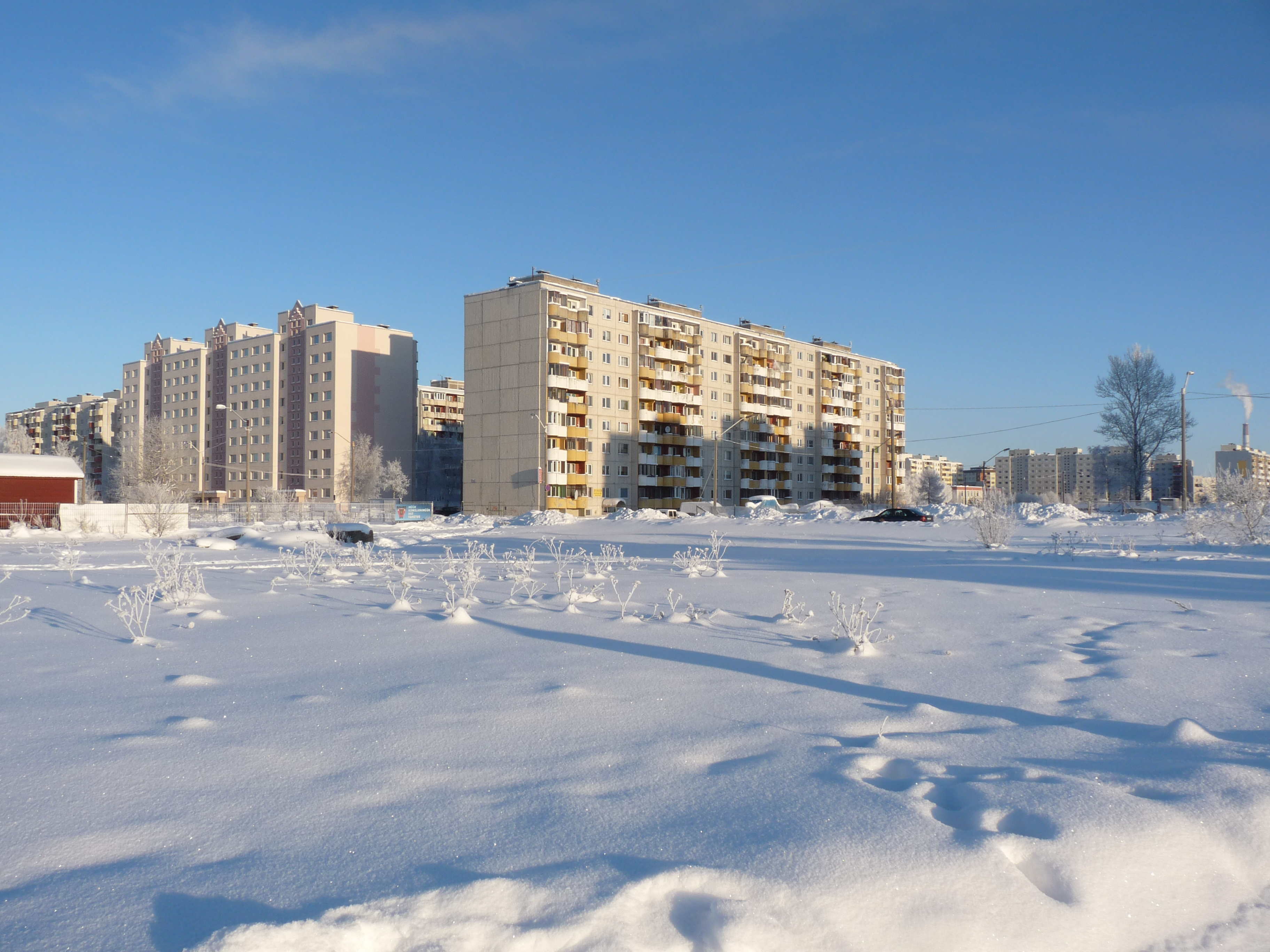
Hochhäuser von Priisle im Winter

Priisle ist ein Stadtbezirk (estnisch asum) der estnischen Hauptstadt Tallinn. Er ist einer der Bezirke des Stadtteils Lasnamäe.

## Lage und Architektur
Der Stadtteil grenzt an den Fluss Pirita (Pirita jõgi). Priisle hat 10.626 Einwohner (Stand 1. Mai 2010). Sie leben größtenteils in Plattenbauten sowjetischen Stils, die in den 1970er und 1980er Jahren errichtet wurden.